# أدريان سركيسيان
أدريان سركيسيان (بالإسبانية: Adrian Sarkisian)‏ هو لاعب كرة قدم أوروغواياني في مركز الوسط، ولد في 13 فبراير 1979 في مونتيفيديو في الأوروغواي. لعب مع النادي الأهلي وإي أس نانسي وتيبورونيس روخوس دي فيراكروز وريفر بليت.

## وصلات خارجية
- أدريان سركيسيان على موقع رابطة كرة القدم الفرنسية للمحترفين (الإنجليزية)
- أدريان سركيسيان على موقع قاعدة بيانات كرة القدم.إي يو (الإنجليزية)